# Metopius alanicus
Metopius alanicus là một loài tò vò trong họ Ichneumonidae.